# Bitwa pod Banquan
Bitwa pod Banquan (chiń. upr. 阪泉之战; chiń. trad. 阪泉之戰; pinyin Bǎn Quán Zhī Zhàn) – bitwa stoczona około roku 2500 p.n.e. między siłami dynastii Żółtego Cesarza i Yan Di. Zwycięstwo Huang Di, Żółtego Cesarza, zjednoczyło Chiny i uznawane jest za początek narodu Han.